# Out from the Dark
Az Out from the Dark a norvég black metal együttes Mayhem demófelvétele. Az album egy 1991 eleji próbát tartalmaz, viszont hivatalosan 1996-ig nem jelent meg.
Ez az utolsó kiadványa a zenekarnak, amit Dead közreműködésével készített el, mielőtt megölte magát 1991. április 8-án. A próbán a Deathcrush (1987) és az akkor még meg nem jelent De Mysteriis Dom Sathanas (1994) albumokról játszottak dalokat.

## Számlista
Az összes szám szerzője a Mayhem zenekar. 
| #  | Cím                     | Hossz |
| -- | ----------------------- | ----- |
| 1. | Pure Fucking Armageddon | 2:59  |
| 2. | Funeral Fog             | 5:20  |
| 3. | Freezing Moon           | 6:13  |
| 4. | Buried by Time and Dust | 5:32  |
| 5. | Deathcrush              | 3:22  |
| 6. | Chainsaw Gutsfuck       | 3:43  |
| 7. | Necrolust               | 3:18  |

## Közreműködők
- Dead (Per Yngve Ohlin) – ének
- Euronymous (Øystein Aarseth) – gitár
- Necrobutcher (Jørn Stubberud) – basszusgitár
- Hellhammer (Jan Axel Blomberg) – dob

## Fordítás
Ez a szócikk részben vagy egészben  az   Out from the Dark című angol Wikipédia-szócikk ezen változatának fordításán alapul.  Az eredeti cikk szerkesztőit annak laptörténete sorolja fel. Ez a jelzés csupán a megfogalmazás eredetét és a szerzői jogokat jelzi, nem szolgál a cikkben szereplő információk forrásmegjelöléseként.